# Władysław Dziadkowiec
Władysław Dziadkowiec (ur. 18 grudnia 1935 w Pcimiu) – polski działacz partyjny i państwowy, były I sekretarz Komitetu Powiatowego PZPR w Dębicy i Komitetu Miejskiego PZPR w Stalowej Woli, w latach 1975–1979 wicewojewoda tarnobrzeski.

## Życiorys
Syn Jana i Karoliny. Zdobył wykształcenie wyższe socjologiczne. Należał do Związku Młodzieży Socjalistycznej, od 1962 do 1966 kierował zarządem powiatowym tej organizacji w Mielcu. W 1963 wstąpił do Polskiej Zjednoczonej Partii Robotniczej. W latach 1973–1975 był I sekretarzem Komitetu Powiatowego PZPR w Dębicy. Od 1975 do października 1979 pełnił funkcję wicewojewody tarnobrzeskiego. W latach 1979–1981 pozostawał I sekretarzem Komitetu Miejskiego PZPR w Stalowej Woli i przewodniczącym Miejskiej Rady Narodowej w tym mieście, jednocześnie należąc do egzekutywy Komitetu Wojewódzkiego PZPR w Tarnobrzegu. Następnie ramach KW PZPR kierował Wydziałem Pracy Ideowo-Wychowawczej (1981–1982) oraz wydziałami odpowiedzialnymi za propagandę, informację i agitację (1982–1989).